# Drancy
Drancy  er en kommune i de nordøstlige forstæder til Paris i Frankrig. Det er beliggende i departementet Seine-Saint-Denis, 10,8 km  fra centrum af Paris, men har sin egen bystatus og omkring 71.300 indbyggere.